# Kalagi, Muddebihal
Kalagi là một làng thuộc tehsil Muddebihal, huyện Bijapur, bang Karnataka, Ấn Độ.